# Vue de Notre-Dame
Vue de Notre-Dame est un tableau réalisé par le peintre français Henri Matisse au printemps 1914 à Paris. Cette huile sur toile est un paysage urbain dominé par la cathédrale Notre-Dame de Paris. Elle est conservée au Museum of Modern Art, à New York.

## Influence sur l'évolution de l'art moderne
Ce tableau de Notre-Dame par Matisse a eu une grande influence sur l'évolution d'un certain nombre d'artistes américains qui développèrent après la Seconde Guerre mondiale des nouveaux styles abstraits, en particulier le Color Field painting et l'Expressionnisme abstrait, tels que Richard Diebenkorn et Robert Motherwell.